# Veti Rufí
Veti Rufí (en llatí: Vettius Rufinus) va ser un magistrat romà que va viure als segles iii i iv. Segurament formava part de la gens Vètia.
Va ser nomenat cònsol l'any 323 juntament amb Acili Sever, durant el regnat de Constantí I el Gran. Els Fasti els mencionen.